# Rissoa variabilis
Rissoa variabilis is een slakkensoort uit de familie van de Rissoidae. De wetenschappelijke naam van de soort is voor het eerst geldig gepubliceerd in 1824 door Von Mühlfeldt.